# Sammy Rimington

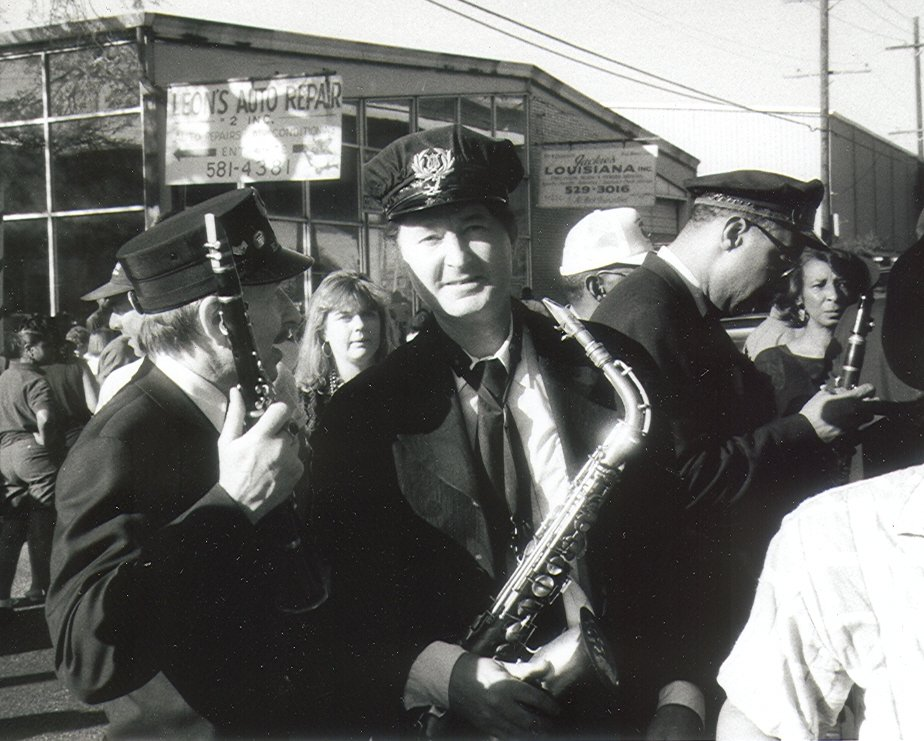
Sammy Rimington (Mitte), bei einem Jazzbegräbnis in New Orleans (1994) mit Chris Burke (links) und Dr. Michael White (rechts)

Samuel „Sammy“ Rimington (* 29. April 1942 in Paddock Wood, Kent) ist ein britischer Jazzmusiker (Klarinette, Saxophon, Gitarre, Mandoline, Flöte), der sich seit den späten 1950er Jahren im Revival des New Orleans Jazz engagiert.

## Leben und Wirken
Rimington lernte vier Jahre Gitarre und spielte zunächst in Jim Manings Climax Band und der Paragon Jazz Band. Ende 1958 gehörte er zur Band von Dave Reynolds, um dann bei Pete Dyers, John Shilito und der New Teao Band zu wirken. Ende 1959 schloss er sich Barry Martin an, um ab Mai 1960 bei Ken Colyer zu spielen. 1961 besuchte er erstmals New Orleans, wohin er im Sommer 1962 zurückkehrte. Bei Colyer war er bis 1965 Klarinettist, in dessen Skiffleband Gitarrist. 1965 ging er wieder in die USA, wo er eine eigene Band leitete, zusammen mit Captain John Handy und Kid Thomas Valentine, und wo er mit der Hall Brothers Band auftrat. 1967 kehrte er nach London zurück, wo er mit Barry Martyn arbeitete, bevor er eine eigene Band gründete. Mit seiner Band Armada, die Jazz, Rock und R&B fusionierte, war er Anfang der 1970er Jahre in Europa unterwegs, um dann mit Mike Casimir, Doc Houlind, George Webb und Judith Durham zu arbeiten. Dann tourte er in den USA mit Duke Burrell’s Louisiana Shakers und den Legends of Jazz. In Europa trat er 1977 mit Jabbo Smith und dann mit Chris Barber auf. Seit den 1980er Jahren leitete er wieder eigene Bands (u. a. mit Colin T. Dawson). Als Holzbläser begleitete er zahlreiche durchreisende Amerikaner wie Thomas Jefferson, Alton Purnell oder Sammy Lee.

## Diskographische Hinweise
- Armarda (1971)
- New Orleans Music (1973)
- New Orleans Christmas
- Exciting Sax
- On Tour with T. Jefferson
- Sammy Rimington Quartet and Doc Houlind
- Jazz At Quines (1978)
- Sammy Rimington Plays the Clarinet of George Lewis (1989)
- Louis Nelson's New Orleans All Stars Live in Japan (1988)
- Live in Switzerland (1983)
- Hymns (2000)